# 西索民居
西索民居位於四川省馬爾康縣，文物遺址年代判定為。2004年增補為第六批四川省文物保護單位。